# Нубра (долина)
Нубра — долина в 150 км севернее Леха, столицы Ладакха, Индия. Ладакхские учёные считают, что первоначальное название было Лдумра (Ldumra, долина цветов). Шайок встречает Нубру или Сиаченскую реку, образуя широкую долину, ограниченную Каракорумским и Ладакхскими хребтами. Высоты колеблются около 3048 метров. Обычно в эту долину приходят через перевал Кхардунг-Ла из Леха. Не-местные предъявляют Inner Line Permit («Разрешение на пересечение внутренней границы», получается в Лехе) при въезде в Нубру.

## География
Нубра — высокогорная пустыня, осадков мало, густая растительность только у берегов рек, но там высокие склоны. В деревнях налажена ирригация, выращивают пшеницу, ячмень, горох, горчицу (из неё делают горчичное масло), орехи (в том числе грецкий орех), некоторые фрукты, яблоки, абрикосы и иногда миндаль. Население состоит из ладакхцев — говорящих на ладакхи; большинство буддисты, меньшинство шииты и сунниты. На западе, а также в конце долины, где высоты меньше, вдоль Шайока, живут Балти, исповедующие шиизм или Суфья Нурбакхшия.
Сиачен лежит на севере долины. Сасир и Каракорумский перевал лежат на северо-западе долины и соединяют Нубру с Уйгурией. Раньше здесь шли караваны, направлявшиеся в Среднюю Азию или Туркестан.

## Места
Вдоль Нубры стоят деревни: Сумур, Кьягар (Тайгер — на картах военных), Тирит, Панамик, Лопоче, Кубед, Пулитханг, Чанг-Лунг, Дзингрулма, Кими, Сасама, Кури и многие другие. Самцанлинг — монастырь между Кьягаром и Сумуром, в Панамике есть горячие источники. Около Панамика есть небольшая Енса Гомпа.
На берегу Шайока стоит Дискит и рядом знаменитый Дискит Гомпа. Хундар в 17 веке был столицей Нубрского царства, там был монастырь Чамба Гомпа. Между Хундаром и Дискитом лежат песчаные дюны, и (двугорбые) бактрианы пасутся в зарослях облепихи. Чтобы проехать ниже Хундара, нужно разрешение (для не-местных), там живут Балти и это пограничная зона. Прекрасная деревня Байгданду, где делают знаменитые шали, также в этом районе. Местные жители часто с румяными щеками, каштановыми волосами и голубыми глазами, что сильно отличает их от монголоидов ладакхцев. По легенде балти — потомки воинов Искандер Зулькарнайна (Александра Великого), но более вероятно, что они остатки древнего населения Центральной Азии, частично ассимилированные ладакхцами.
В Нубру можно попасть по дороге через Кхардунг Ла, правительство достроило дорогу через Вари Ла от Сакти, восточнее Кхардунг Ла, это значительно облегчит связь с долиной. Есть узкие и трудные, но проходимые проходы в Китай и Гилгит-Балтистан, но с 1947—1950 они были перекрыты
Столица дистрикта город Туртук, захваченный Индией у Пакистана в 1971 году.

## Река Нубра
Река Нубра — приток Шайока, соединяющий Нубру с остальным Ладакхом, Индией, через Инд и ведущий в Скарду, Пакистан. Сиачен питает реку.

## Галерея
- Панорама
- Дискит Гомпа
- Дорожная карта
- Нубра из Дискит Гомпы
- Облепиха в долине